# Ukraińskie Komitety Pomocy
Ukraińskie Komitety Pomocy (ukr. Українські допомогові комітети, UDK) - terenowe organy  Ukraińskiego Komitetu Centralnego, działające w Generalnym Gubernatorstwie w latach 1941–1944.
Podlegały one niemieckim starostom powiatowym. Ich zadaniem była organizacja w terenie ukraińskiego szkolnictwa, ochrona praw ukraińskiej ludności, oraz socjalne zabezpieczenie najuboższych. Część komitetów działała nieformalnie już wcześniej, niektóre od jesieni 1939.
Wiosną 1941 istniało 26 UDK, i ich 33 rejonowe delegatury.

## Organizacja UDK

### Dystrykt lubelski
W dystrykcie lubelskim wiosną 1940 powstało 8 Ukraińskich Komitetów Pomocy oraz 12 ich delegatur.
- UKP w Białej Podlaskiej (przewodniczący: Iwan Pasternak (od jesieni 1939), Bohdan Hlibowećkyj)
  - delegatura Janów Podlaski
  - delegatura Terespol
  - delegatura Wisznice
- UKP w Biłgoraju (przewodniczący: Teodor Mychajliwśkyj)
  - delegatura Tarnogród (od marca 1942 r. siedziba komitetu przeniesiona z Biłgoraja, przewodniczący Ołeh Kułyniak)
- UKP w Chełmie (przewodniczący: Antin Pawliuk, Mykoła Mostowycz, Światosław Szramczenko)
  - delegatura Włodawa
- UKP w Hrubieszowie (przewodniczący: Josyp Kołodnyćkyj)
  - delegatura Bełz
  - delegatura Waręż
- UKP w Krasnymstawie
- UKP w Lublinie (przewodniczący: Wołodymyr Tymciurak, Lonhyn Hołejko (od marca 1942)
  - delegatura Janów Lubelski
  - delegatura Puławy
- UKP w Radzyniu Podlaskim
  - delegatura Lubartów
- UKP w Zamościu
  - delegatura Cieszanów
  - delegatura Tomaszów Lubelski

Stanowisko doradcy ds. ukraińskich przy gubernatorze dystryktu lubelskiego powierzono Wołodymyrowi Tymciurakowi.